# Druckverband

Schema eines Druckverbandes: Rosa dargestellt ist der Körperteil (Arm, Bein). Auf die rot dargestellte Wunde wird zunächst eine Wundauflage aufgelegt (grün dargestellt), dann wird das (blau dargestellte) Druckpolster genau darauf gelegt und mit der Mullbinde fest verbunden.

Der Druckverband ist eine Erste-Hilfe-Maßnahme, die bei einer stark blutenden Wunde durchgeführt wird. Das Stillen starker Blutungen hat höchste Priorität, da es bei großem Blutverlust schnell zu einem lebensbedrohlichen Schock kommen kann, und sollte – wenn nur ein Helfer zur Verfügung steht – sogar noch vor dem Notruf erfolgen. Der Druckverband wurde 1811 in der Medizin durch Johann Georg Heine eingeführt. Der Verlust von einem Liter Blut kann bereits lebensbedrohlich sein, bei Kindern genügt auch eine weit geringere Menge.

## Ursachen und Wirkungsweise
Bei einer Verletzung eines Blutgefäßes greifen die natürlichen Wundheilungsmechanismen der Hämostase, zu denen die Blutgerinnung gehört. Die Hämostase muss im Fall einer Verletzung hinreichend schnell einsetzen, um im Sinne einer Schockprophylaxe größeren Blutverlust zu vermeiden. Kleinere Blutungen sistieren innerhalb weniger Minuten von selbst. Wenn die normale Blutungszeit überschritten ist, ist einer Blutstillung durch Druck auf die Wunde oder einen Druckverband nachzuhelfen. Bei größeren Blutungen hat dies umgehend durch einen Druckverband oder ein Abbinden zu erfolgen. Der Druckverband soll dabei dem Blutdruck entgegenwirken, ohne jedoch die Blutzufuhr (arteriell) und Blutabfuhr (venös) zu unterbinden, bis eine chirurgische Intervention zur Blutstillung erfolgen kann. Dies geschieht z. B. durch das Abbinden der Gefäße (Ligatur) oder mittels „Umstechung“ (Z-förmige Naht um das Blutgefäß herum), größere Gefäße können auch genäht werden. Ferner kommen Koagulation, Embolisation u. a. in Frage.

## Anlegen eines Druckverbandes

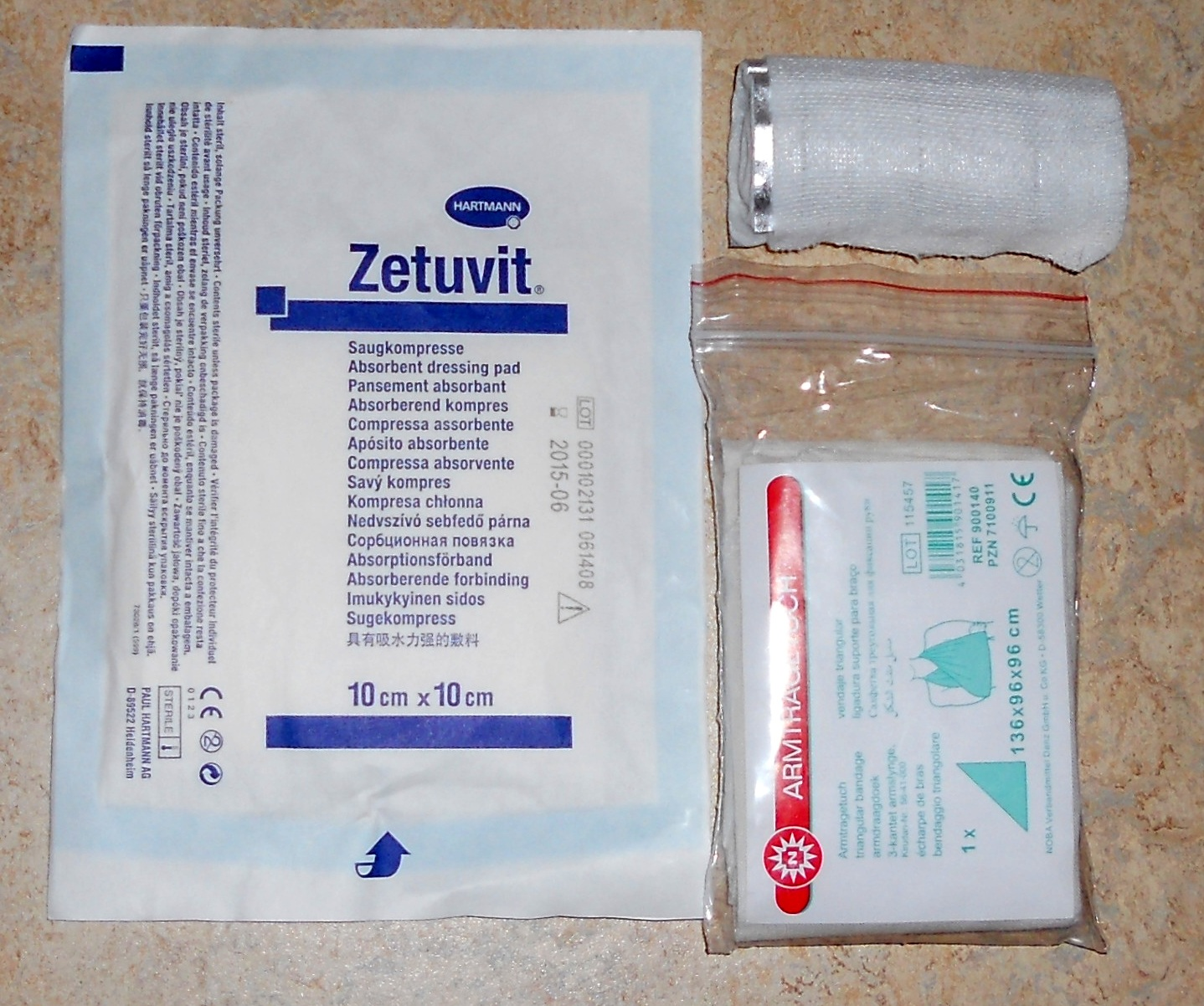
Material zum Anlegen eines Druckverbands: Wundauflage, Verbandpäckchen und Dreiecktuch

Bei starken Blutungen sollte der betroffene Körperteil hochgehalten werden, wodurch die Durchblutung und damit der Blutverlust bereits etwas gemindert wird. Der klassische Druckverband wird bei stark blutenden Verletzungen der Extremitäten angewandt. An Kopf und Rumpf kann versucht werden, den Druckverband wie an den Gliedmaßen um den Körper zu befestigen. Sollte das nicht möglich sein, muss der nötige Druck auf die Wunde durch den Ersthelfer oder den Patienten selbst von Hand ausgeübt werden. Am Hals darf kein Druckverband angelegt werden, da die Atmung des Patienten und der Blutfluss zum Gehirn erheblich gestört werden.
Bei starken Blutungen am Arm kann durch Druck mit den Fingerkuppen in die Muskellücke zwischen Bizeps und Trizeps an der Innenseite des Oberarms die Arterie abgedrückt werden, wodurch der Blutfluss für die Zeit des Verbindens unterbrochen wird. Bei einer Beinverletzung wird in der Mitte der Leiste mit beiden Daumen und vollem Körpergewicht abgedrückt. Das Abdrücken in der Leiste ist allerdings eine Maßnahme, die nur in der Sanitätshilfe gelehrt wird und daher nur vom Rettungsdienst angewandt werden sollte. Anschließend wird die Wunde mit einer sterilen Wundauflage bedeckt. Notfalls kann auch ein sauberes Taschentuch oder ähnliches verwendet werden, da die Blutstillung bei einer starken Blutung aufgrund eines möglichen erheblichen Blutverlusts wichtiger anzusehen ist als ein keimreduziertes Vorgehen („Blutstillung vor Keimfreiheit“). Abschließend wird ein nicht saugfähiger Druckkörper, welcher größer als die Wunde ist (z. B. noch verpackte elastische Binde), auf die bereits abgedeckte Wunde gelegt und fixiert. Der Verband sollte einen derartig starken Druck ausüben, dass die Blutung zum Stehen kommt. Sollte der erste Druckverband durchbluten, wird Druck auf den bestehenden Druckverband ausgeübt (Manueller Druck). Der verletzte Körperteil sollte weiterhin hochgehalten werden, bis Hilfe eintrifft.
Inzwischen werden neben dem klassischen Druckverband, bei welchem ein Verband plus Druckpolster vorgehalten werden müssen, auch Traumaverbände genutzt, welche bereits ein Druckpolster eingearbeitet haben oder einen eingearbeiteten Bügel vorweisen können (so unter anderem die sogenannte Israeli Bandage oder Emergency Bandage – im deutschen Raum auch als Notverband bezeichnet), mit welchem der Druck aufgebaut wird. Diese werden im Moment noch überwiegend im Bereich des Militärs und zivilen Rettungswesens genutzt, halten aber inzwischen Einzug in den klassischen Erste-Hilfe-Bereich.

## Funktion des Druckpolsters
Prinzipiell wäre es möglich, eine Blutung am Arm oder Bein auch ohne Druckpolster durch einen fest gewickelten Verband zu stillen. Dieser Verband würde aber den Körperteil rundum abschnüren und somit den venösen Blutfluss komplett absperren (Stauung) oder sogar den arteriellen Blutfluss komplett unterbinden (Abbindung). Die dadurch gestörte Durchblutung würde den Körperteil schädigen. Durch die Verwendung eines Druckpolsters wird der ausgeübte Druck auf die Wunde und auf die der Wunde gegenüberliegende Seite des Körperteils konzentriert. Daneben gibt es Bereiche unter dem Verband, auf die relativ wenig Druck ausgeübt wird. In diesen Bereichen soll der Blutfluss weiterhin möglich sein.
Ein in diesem Sinne erfolgreich angelegter Druckverband zeigt kein Durchbluten durch das Verbandmaterial, kein Anschwellen und keine Blaufärbung des betroffenen Körperteils (keine Stauung). Eine Pulskontrolle am Handgelenk bzw. am Fuß bestätigt, dass keine Abbindung hergestellt wurde.

## Druckverband bei Kindern
Bei Kindern unter 10 Jahren ist meist kein Druckverband erforderlich. Hier reicht in der Regel das Anlegen eines festen Bindenverbands.

## Weitere Versorgung
Nach Anbringen des Druckverbandes werden weitere Maßnahmen zur Versorgung des Patienten begonnen, wichtig sind dabei
- die Kontrolle der Vitalfunktionen (Bewusstsein, Atmung, Kreislauf) in regelmäßigen Abständen,
- Schock-Lagerung (Patient liegt auf dem Rücken, Beine werden ca. 30° erhöht), sofern nicht kontraindiziert,
- die Erhaltung der Körperwärme (siehe Unterkühlung), z. B. mit Hilfe einer Rettungsdecke oder Kleidungsstücken.
- psychologische Betreuung

Falls nicht bereits durch einen zweiten Helfer geschehen, muss nach der Herstellung des Druckverbandes der Notruf abgesetzt oder veranlasst werden. Kleinere, nicht lebensbedrohliche Wunden können später versorgt werden.